# Trichopsylloides oregonensis
Trichopsylloides oregonensis är en loppart som beskrevs av Ewing 1938. Trichopsylloides oregonensis ingår i släktet Trichopsylloides och familjen mullvadsloppor. Inga underarter finns listade i Catalogue of Life.